# John M. Robsion

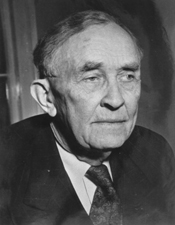
John M. Robsion

John Marshall Robsion (* 2. Januar 1873 im Bracken County, Kentucky; † 17. Februar 1948 in Barbourville, Kentucky) war ein US-amerikanischer Politiker der Republikanischen Partei. Er vertrat den Bundesstaat Kentucky in beiden Kammern des Kongresses.

## Leben
Nach dem Jura-Studium an der National Northern University in Ada (Ohio) und dem Holbrook College in Knoxville (Tennessee) graduierte Robsion an der National Normal University in Lebanon (Ohio). Seinen Abschluss machte er im Jahr 1900 am Centre College in Danville (Kentucky).
In der Folge arbeitete er als Lehrer an öffentlichen Schulen sowie als Dozent am Union College in Barbourville. Dort arbeitete er nach seiner Anwaltszulassung auch als Jurist und war Präsident der örtlichen First National Bank.

## Politik
Nachdem Robsion bei der Wahl 1918 im 11. Kongresswahlbezirk Kentuckys mit 76 Prozent der Stimmen gewonnen hatte, trat er im März 1919 sein Mandat im US-Repräsentantenhaus an, das er, stets mit großen Mehrheiten wiedergewählt, bis zum 10. Januar 1930 ausfüllte. In dieser Zeit war er unter anderem Vorsitzenden des Bergbauausschusses.
Er legte sein Mandat nieder, nachdem ihn seine Partei zum Nachfolger des zurückgetretenen Senators Frederic M. Sackett bestimmt hatte. Sein Mandat war jedoch nur von kurzer Dauer. Bereits im November desselben Jahres musste Robsion den Senat wieder verlassen, nachdem es ihm mit je knapp 48 Prozent der Wählerstimmen nicht gelungen war, die am 4. November 1930 abgehaltene Doppelwahl (die außerordentliche Nachwahl für die verbleibenden Monate im 71. Kongress gegen Ben M. Williamson und die allgemeine Senatswahl für das reguläre sechsjährige Mandat ab 1931 gegen Marvel M. Logan) zu gewinnen.
Daraufhin nahm er wieder die Arbeit als Anwalt auf. Bei der Wahl 1934 trat Robsion wiederum für einen Sitz im Repräsentantenhaus an, diesmal im 9. Kongresswahlbezirk Kentuckys. Er gewann die Wahl mit 77 Prozent der Stimmen und kehrte daraufhin im Januar 1935 in den Kongress zurück. Diesem gehörte er, nachdem er wiederum stets mit über 60 Prozent der Stimmen wiedergewählt worden war, bis zu seinem Tod am 17. Februar 1948 in Barbourville an.
Sein Sohn John war von 1953 bis 1959 ebenfalls republikanischer Kongressabgeordneter für Kentucky.